# S/2004 S 6
S/2004 S 6 je provizorní označení objektu pozorovaného na oběžné dráze Saturnu v těsné blízkosti prstence F. Není jasné, zda jde o pouhý shluk prachu nebo pevný měsíc. 
Objekt byl poprvé spatřen na snímcích ze Sondy Cassini v říjnu 2004, pozorování bylo publikováno v listopadu 2004. Do konce roku 2005 byl objekt pravděpodobně pětkrát znovu pozorován. Což je rozdíl oproti dvěma podobným objektům S/200 S 3 a S/2004 S 4, které se od prvního pozorování nepodařilo znovu detekovat. Nicméně objekt nebyl znovu spatřen při pozorování v listopadu 2004. Dosud není jasné, zda jde o pevný měsíc, či chomáč prachu, který se v řádu měsíců nebo let znovu rozptýlí. Navržené řešení toho, proč nebyl objekt pozorován při sekvenci v listopadu 2004 je to, že byly odlišné světelné podmínky oproti říjnu 2004 a že pevné jádro, pokud existuje, je malé. 
S/2004 S 6 byl pozorován uvnitř i vně F prstence a jeho orbita prstencem prochází. Výpočty ukazují, že objekt zřejmě pravidelně prochází materiálem prstence. Pokud objekt existuje, měl by mít asi 3-5 kilometrů v průměru. 
Dodatečný důkaz jeho existence přišel roku 2008. Podle teoretických výpočtů by existence S/2004 S 6 mohla pomoci vysvětlit dynamiku F prstence. 